# Euastrum crassicolle
Euastrum crassicolle là một loài Song tinh tảo trong họ Desmidiaceae, thuộc chi Euastrum.